# Sitona hispidulus
Sitona hispidulus är en skalbaggsart som först beskrevs av Fabricius 1777.  Sitona hispidulus ingår i släktet Sitona, och familjen vivlar. Arten är reproducerande i Sverige.